# 우스티오르딘스키부랴트 자치구

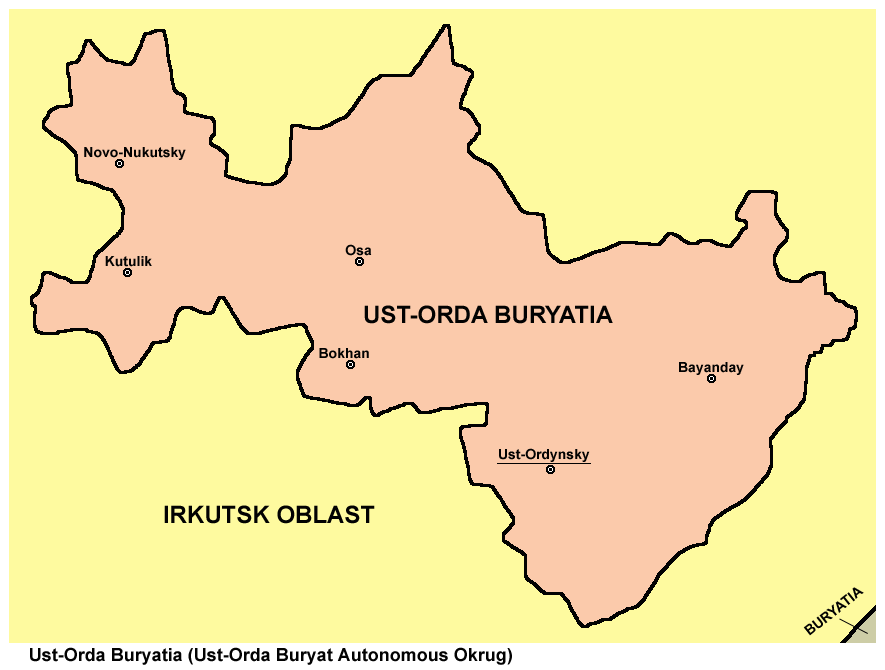

우스티오르딘스키부랴트 자치구의 기

우스티오르딘스키부랴트 자치구(러시아어: Усть-Ордынский Бурятский автономный округ, 부랴트어: Усть-Ордын Буряадай автономито округ/Усть-Ордын Буряад автономито тойрог)는 원래 이르쿠츠크 주에 속해있던 자치구였다. 면적은 22,138.1 km2이고, 인구는 13만 명이다. 통합되기 전에는 우스티오르딘스키(1만 명)가 중심지이다. 2006년 4월 16일에 실시된 주민 투표로 우스티오르딘스키부랴트 자치구는 2008년 1월 1일에 이르쿠츠크 주로 통합되었다.

## 시간대
우스티오르딘스키부랴트 자치구는 이르쿠츠크 시간대 (IRKT/IRKST). UTC와의 시차는 +0800 (IRKT)/+0900 (IRKST)이다.

## 행정구역

### 군
- 알라르스키 군 (Аларский)
- 바얀다예프스키 군 (Баяндаевский)
- 보한스키 군 (Боханский)
- 에히리트불라가츠키 군 (Эхирит-Булагатский)
- 누쿠츠키 군 (Нукутский)
- 오신스키 군 (Осинский)

## 주민
인구 (2002): 135,327
소수민족:
74개의 민족이 거주한다. 73,646명이 러시아인 (54.4%), 53,649명이 부랴트족 (39.6%), 4,102명이 타타르족 (3%), 1,300명이 우크라이나인 (0.96%)이다.
- 1) 러시아인 - 54,42%
- 2) 부랴트족 - 39,64%
- 3) 타타르족 - 3,03%
- 4) 우크라이나인 - 0,96%
- 5) 폴란드인 - 0,32%
- 6) 벨라루스인 - 0,29%
- 7) 아르메니아인 - 0,27%
- 8) 추바시인 - 0,16%
- 9) 리투아니아인 - 0,07%
- 10) 아제르바이잔인 - 0,06%

## 같이 보기
- 부랴트 공화국
- 아긴스크부랴트 자치구